# La canción de los barrios
La canción de los barrios es una película de Argentina en blanco y negro dirigida por Luis César Amadori según su propio guion escrito en colaboración con Ivo Pelay que se estrenó el 5 de marzo de 1941 y que tuvo como protagonistas a Aída Alberti, Alicia Vignoli, Francisco Álvarez y Hugo del Carril.

## Reparto
- Aída Alberti
- Arturo Bamio
- Hugo del Carril
- Cirilo Etulain
- Eliseo Herrero
- Adolfo Meyer
- Fausto Padín
- José Antonio Paonessa
- Joaquín Petrocino
- Elvira Quiroga
- Julio Renato
- Alicia Vignoli
- Jorge Villoldo
- Francisco Álvarez